# Соколов Василь Миколайович (революціонер)
Васи́ль Микола́йович Соколо́в (рос. Василий Николаевич Соколов; нар. 27 січня (8 лютого) 1874, Кострома — пом. 25 січня 1959, Москва) — російський статистик, журналіст, письменник, учасник революційного руху.

## Біографія
Василь Миколайович Соколов народився в Костромі в сім'ї робітника. У революційному русі брав участь з 1890 року. 1898 року став членом РСДРП. У 1900 році Соколов — секретар групи «Іскри» у Пскові, працював в Організаційному комітеті (по скликанню II з'їзду РСДРП). З 1903 до 1906 року за завданням ЦК Соколов організував транспортно-технічне бюро в Смоленську (Північного району), в Самарі (Східного району), в Києві (Південного району) та в Орлі; створив підпільну друкарню в Самарі, транспортував літературу через австрійський кордон. 1905 року Соколов завідував друкарнею ЦК, працював секретарем Московського комітету партії.
Соколов — активний учасник грудневого збройного повстання 1905 року в Москві. 1909 року, після трирічного ув'язнення в тюрмі, Соколова заслали в Єнісейську губернію. 1913 року Соколов завідував у Читі статистичною частиною Забайкальського району, редагував журнал «Наше дело» та газету «Восточная Сибирь». Від лютого 1917 року Соколов — голова Забайкальського обласного комітету і Читинського комітету партії, редактор «Забайкальского рабочего».
Від 1918 року Соколов перебував на керівній радянській і партійній роботі. 1919 року він — член Челябінського губернського комітету партії і губернського революційного комітету. У 1920—1921 роках — член Сибірського революційного комітету. У 1922—1923 роках — член колегії Народного комісаріату землеробства РРФСР. У 1924 році — голова видавництва «Новая деревня», член редколегії газети «Правда». У 1925—1929 роках — ректор Московського зоотехнічного інституту.
1954 року у зв'язку з 80-річчям від дня народження за активну участь у революційному русі Соколова нагороджено орденом Трудового Червоного Прапора.
Соколов — автор книги «Партквиток № 004630» (три частини, 1931—1935), низки книг і брошур на історико-революційні теми.